# Billboard Global 200
Billboard Global 200 – cotygodniowa lista przebojów, sporządzana i publikowana przez amerykański tygodnik „Billboard”. Przedstawia 200 najpopularniejszych utworów muzycznych na świecie (w ponad 200 państwach) na podstawie danych o sprzedaży cyfrowej i odtworzeniach w serwisach strumieniowych, gromadzonych przez przedsiębiorstwo Luminate. Każde notowanie obejmuje okres od piątku do czwartku, jest publikowane w kolejny wtorek i datowane na następną sobotę.
„Billboard” ogłosił uruchomienie listy 14 września 2020, po dwóch latach przygotowań do jej utworzenia. Pierwsze notowanie, datowane na 19 września 2020, zostało opublikowane 15 września 2020. Równocześnie została uruchomiona lista Billboard Global Excl. US, sporządzana według podobnych zasad, ale z wyłączeniem Stanów Zjednoczonych.
Utwory na liście są układane na podstawie punktów, rozumianych jako ekwiwalenty sprzedaży. Liczba punktów zdobytych przez utwór jest zdefiniowana jako suma trzech składników: liczby sprzedanych egzemplarzy cyfrowych pomnożonej przez 250, liczby odtworzeń w płatnych serwisach strumieniowych oraz liczby odtworzeń w bezpłatnych serwisach (wspieranych reklamami) podzielonej przez 4,5.

## Statystyki

### Utwory z największą liczbą tygodni na pierwszym miejscu
| Liczba | Utwór                             | Wykonawcy              | Lata      |
| ------ | --------------------------------- | ---------------------- | --------- |
| 19     | „All I Want for Christmas Is You” | Mariah Carey           | 2020–2025 |
| 18     | „Die with a Smile”                | Lady Gaga i Bruno Mars | 2024–2025 |
| 15     | „As It Was”                       | Harry Styles           | 2022      |
| 13     | „Flowers”                         | Miley Cyrus            | 2023      |
| 12     | „Apt.”                            | Rosé i Bruno Mars      | 2024–2025 |

### Wykonawcy z największą liczbą utworów na pierwszym miejscu
| Liczba | Wykonawca      | Źr.    |
| ------ | -------------- | ------ |
| 7      | BTS            | [ 4 ]  |
| 5      | Taylor Swift   | [ 5 ]  |
| 5      | Bad Bunny      | [ 6 ]  |
| 4      | Ariana Grande  | [ 7 ]  |
| 3      | Olivia Rodrigo | [ 8 ]  |
| 3      | Drake          | [ 9 ]  |
| 3      | Jungkook       | [ 10 ] |

### Wykonawcy z największą liczbą tygodni na pierwszym miejscu
| Liczba | Wykonawca      | Źr.    |
| ------ | -------------- | ------ |
| 30     | Bruno Mars     | [ 11 ] |
| 19     | Mariah Carey   | [ 12 ] |
| 18     | Lady Gaga      | [ 13 ] |
| 16     | Olivia Rodrigo | [ 8 ]  |
| 15     | Harry Styles   | [ 14 ] |